# بداح الفغم
اللواء بدَّاح بن عبد الله بن هايف الفغم المطيري، كان الحارس الشخصي للعاهل السعودي الراحل الملك عبد الله بن عبد العزيز، وهو والد عبد العزيز الفغم، الحارس الشخصي للملك سلمان الذي قتل بطلق ناري من أحد أصدقائه نتيجة خلاف سابق بينهما.

## حياته
يعتبر اللواء بداح عميدا لأسرة الفغم، انخرط في سن مبكرة منها في حراسة كبار الشخصيات في المملكة، وظل مرافقاً شخصياً للملك عبد الله بن عبد العزيز آل سعود منذ سنوات شبابه ولمدة 30 عاماً، قبل أن يتولى سدة الحكم في المملكة عام 2005. وبدأت علاقته في مرافقة كبار الشخصيات، عندما عرض عليه الأمير عبد الله بن عبد العزيز رئيس الحرس الوطني آنذاك أن يصبح مرافقاً شخصياً له. كان الأمير عبد الله بن عبد العزيز يحاول أن يساند أسرة صديقه ومرافقه الشخصي والد بداح الشيخ عبد الله بن هايف الفغم، الذي رحل يومها عن عمر 47 عاماً، من خلال تعيين ابنه الشاب بداح في فريق حراسته الشخصية. خلال ثلاثة عقود من العمل برفقة الأمير عبد الله، تزوج وكبر أبناؤه، ليحققوا بدورهم شهرة لا تقل عن شهرة أبيهم.

## وفاته
توفي اللواء بداح الفغم في يوم الأربعاء 29 صفر 1443هـ الموافق 6 أكتوبر 2021 عن عمر قارب الثمانين عاماً. أدى الأمير محمد بن عبد الرحمن بن عبد العزيز آل سعود، أمير منطقة الرياض بالنيابة، عقب صلاة العشاء صلاة الميت على بداح بن عبد الله الفغم وذلك في جامع الراجحي بالرياض. وأدى الصلاة معه الأمير مشعل بن بدر بن سعود بن عبد العزيز آل سعود، والمستشار في الديوان الملكي عضو هيئة كبار العلماء الشيخ سعد بن ناصر الشثري، وعدد من المسؤولين وجمع من المواطنين.

## الأسرة

### الأبناء
- الدكتور نواف بن بداح الفغم، ضابط سابق بالحرس الوطني وعضو سابق بمجلس الشورى لدورتين متتاليتين.[6] له من الأبناء الملازم طلال المتزوج من كريمة العميد مطلق بن هزاع الفغم المطيري بقاعة حياة، السبت 05 مارس 2016.[6]

- طلال بن بداح الفغم. وله بداح بن طلال بن بداح[7]، والدكتورة العنود بنت طلال بن بداح، عضو هيئة التدريس ومحاضر قسم النبات بجامعة الملك سعود.[8]

- عبد العزيز بن بداح الفغم
- بدر بداح الفغم. أحد مهندسي ملعب الجوهرة الشهير في مدينة جدة، من خلال عمله في شركة أرامكو.
- الرائد سعود بن بداح. رئيس الاتحاد السعودي لرياضات اللاسلكية والتحكم عن بعد.
- اللواء عبد الله بن بداح الفغم.